# Thyriopsis sphaerospora
Thyriopsis sphaerospora är en svampart som beskrevs av Marasas 1966. Thyriopsis sphaerospora ingår i släktet Thyriopsis och familjen Asterinaceae.   Inga underarter finns listade i Catalogue of Life.